# براندون فيرا
براندون فيرا (بالإنجليزية: Brandon Vera) هو فنان قتال مختلط أمريكي، ولد في 10 أكتوبر 1977 في نورفولك في الولايات المتحدة.

## وصلات خارجية
- براندون فيرا على موقع شيردوغ (الإنجليزية)
- براندون فيرا على موقع قاعدة بيانات المصارعة الدولية (الإنجليزية)
- براندون فيرا على موقع IMDb (الإنجليزية)
- براندون فيرا على موقع قاعدة بيانات الفيلم (الإنجليزية)